# Associació Internacional Trapenca
L'Associació Internacional Trapenca és una associació internacional sense ànim de lucre fundada l'any 1997 amb seu a Vleteren (Bèlgica). L'associació compta amb vint membres entre els quals es compten abadies i monestirs trapencs a Bèlgica, Alemanya, França, Països Baixos, Àustria, Espanya i Estats Units.
Aquesta organització atorga el segell o etiqueta «Authentic Trappist Product» als productes que compleixen una sèrie de criteris. És similar a una denominació d'origen, però no pot enquadrar-se dins d'aquesta categoria posat que la procedència geogràfica d'aquests productes —especialment després de les últimes inclusions— se circumscriu a un àmbit molt ampli.

## Història
La protecció de la denominació d'origen trapenca té com a objectiu defensar-se de la competència deslleial. Abans de la Segona Guerra Mundial va haver-hi intents per part dels monjos de protegir la denominació cervesa trapenca o trapista. Fins a l'any 1962 hi havia altres fabricants usant la paraula trapenca per comercialitzar els seus productes en el seu etiquetatge.] Així, els monjos d'Orval van acudir a un advocat i van iniciar un procediment legal amb l'objectiu de protegir la seva marca i que altres fabricants no poguessin usar-ho. L'any 1985, el Tribunal de Comerç de Brussel·les va reconèixer el dret als monestirs de l'Ordre de la Trapa a distingir els seus productes —no solament cervesa, sinó també formatges i uns altres— principalment per la seva qualitat, especialment la cervesa, atès que són nombroses les marques que s'havien apropiat d'una imatge religiosa sense ser produïdes realment per un monestir. En 1997 vuit abadies o monestirs trapencs es van unir per crear l'Associació Internacional Trapenca (AIT) i per identificar els seus productes van idear l'etiqueta «Authentic Trappist Product» sota el compliment d'una sèrie de criteris.
Aquesta etiqueta garanteix no només l'origen monàstic del producte, sinó també que els productes venuts compleixen amb uns estàndards de qualitat i una tradició incardinada dins de la cultura monàstica trapenca. Encara que aquesta etiqueta pugui ser utilitzada també per a altres productes, fins avui (2016) s'empra solament per a cervesa, licors, formatge, pa, galetes i xocolates.

## Criteris
L'associació concedeix a les marques col·lectives la certificació de qualitat «Authentic Trappist Product», que garanteix al consumidor la procedència i autenticitat del producte si compleixen els següents criteris:
1. El producte ha de produir-se dins de les murs o en les proximitats de l'abadia.
2. El producte ha de ser produït per o sota la supervisió de la comunitat monàstica i l'operació ha d'estar subordinat al monestir i la seva cultura monàstica.
3. Els ingressos seran usats per la manutenció dels monjos i per al manteniment del monestir. El que sobri ha de destinar-se a obres socials.

## Productes trapencs

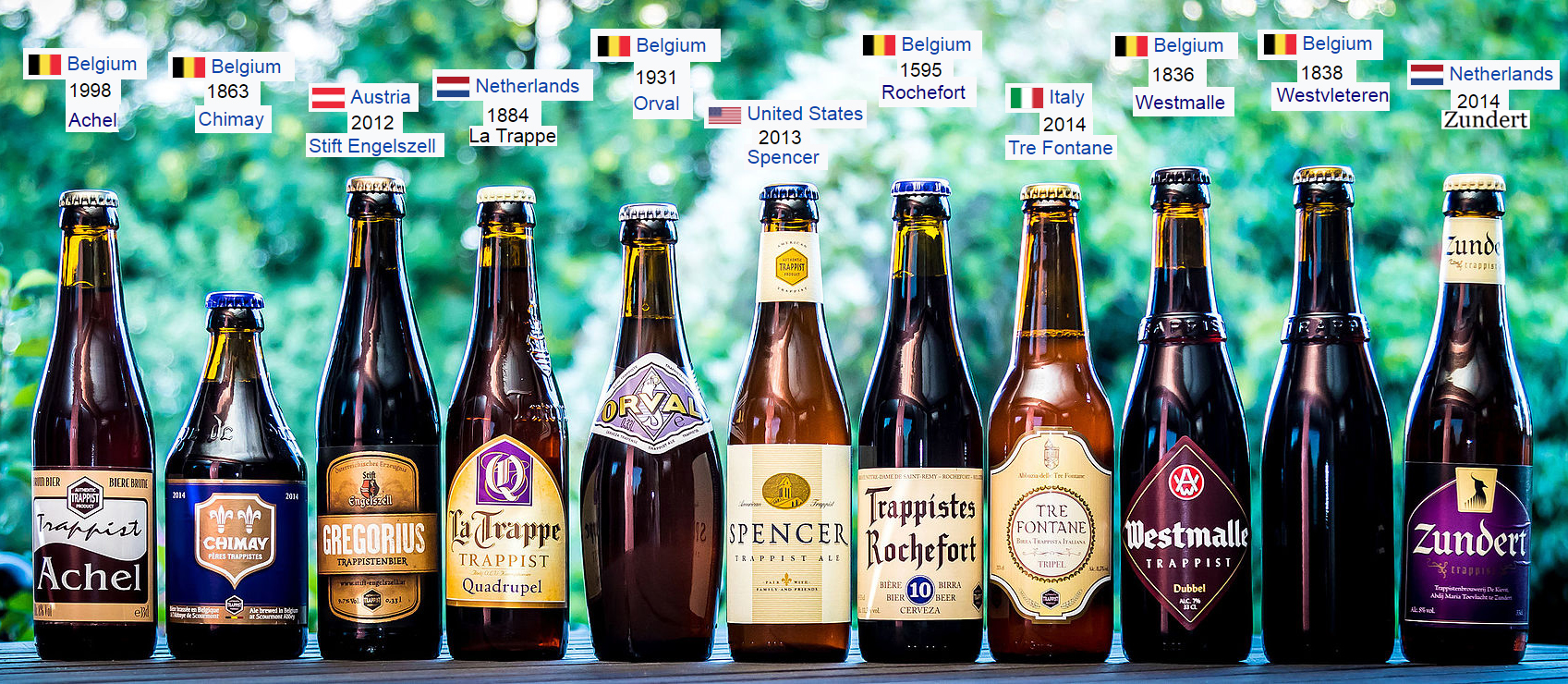
Cerveses trapenques: Achel, Chimay, Engelszell, La Trappe, Orval, Spencer, Rochefort, Tre Fontane, Westmalle, Westvleteren, i Zundert.

A continuació es llisten els productes que poden comercialitzar-se sota la denominació trapencs, dels quals alguns porten l'etiqueta «Authentic Trappist Product». El símbol  significa que l'abadia elabora aquest producte i pot comercialitzar-ho sota la denominació trapenca però no pot posar-li el segell, degut generalment al fet que no es produeix dins dels murs del monestir o els seus voltants, però sí amb la col·laboració i ajuda de monjos trapencs.
La cervesa de l'abadia de Mont des Cats (França) és considerada una trapenca més però no té el certificat i logo ATP, car es produeix en el Monestir de Scourmont (Chimay), ja que les seves instal·lacions van ser destruïdes per un bombardeig l'any 1918 durant la Primera Guerra Mundial. Al no complir aquest punt, té la denominació d'origen "trapenca" però no el certificat "ATP" que atorga l'Associació Internacional Trapenca. És el que es podria anomenar una "cervesa de solidaritat".
El març de 2016, el Monestir de Sant Pere de Cardeña presenta la seva primera cervesa, una triple rossa de 7%, convertint-se així en el primer monestir espanyol a produir cervesa trapenca. No obstant això, no compta amb el segell atorgat per l'Associació Internacional Trapenca a causa que el primer lot pilot s'ha elaborat en una micro-cervesera de Madrid per Bob Maltman de Dawat seguint les indicacions dels monjos, però es planeja elaborar-la en noves instal·lacions dins dels murs del monestir.
| Abadia                                    | Ubicació      | Cervesa       | Formatge      | Altres productes                                                   |
| ----------------------------------------- | ------------- | ------------- | ------------- | ------------------------------------------------------------------ |
| Sint-Benedictusabdij De Achelse Kluis     | Bèlgica       | Achel         |               |                                                                    |
| Abdij Onze-Lieve-Vrouw van Nazareth       | Bèlgica       |               |               | Cosmètics, productes de neteja, objectes litúrgics i altres        |
| Abbaye Notre-Dame de Brialmont            | Bèlgica       |               |               | Xampinyons i altres                                                |
| Monestir de San Pedro de Cardeña          | Espanya       | Cardeña       |               | Vins i licors                                                      |
| Abbaye Notre-Dame de Clairefontaine       | Bèlgica       |               |               | Pa, galetes i altres                                               |
| Abdij Lilbosch i Abdij Ulingsheide        | Països Baixos |               |               | Carn, vins i licors                                                |
| Stift Engelszell                          | Àustria       | Engelszell    | Engelszell    | Vins i licors                                                      |
| Priorij Onze-Lieve-Vrouw van Klaarland    | Bèlgica       |               |               | Pa, galetes, mel, melmelades, hòsties, objectes litúrgics i altres |
| Abdij Onze-Lieve-Vrouw van Koningshoeven  | Països Baixos | La Trappe     | La Trappe     | Pa i galetes , xocolata , mel i melmelades                         |
| Abtei Mariawald                           | Alemanya      |               |               | Vins, licors, cosmètics i altres                                   |
| Abbaye du Mont des Cats                   | França        | Mont des Cats | Mont des Cats |                                                                    |
| Abbaye Notre-Dame d'Orval                 | Bèlgica       | Orval         | Orval         | Mel i melmelades                                                   |
| Abbaye Notre-Dame de Saint-Remy           | Bèlgica       | Rochefort     | Rochefort     |                                                                    |
| Abbaye Notre-Dame de Scourmont-lez-Chimay | Bèlgica       | Chimay        | Chimay        |                                                                    |
| Abbaye Notre-Dame de Soleilmont           | Bèlgica       |               |               | Pa, galetes, objectes litúrgics i altres                           |
| Saint Joseph's Abbey                      | Estats Units  | Spencer       |               | Mel, melmelada i objectes litúrgics                                |
| Abbazia delle Tre Fontane                 | Itàlia        | Tre Fontane   |               | Vins, licors, xocolata i oli d'oliva                               |
| Abdij der Trappisten van Westmalle        | Bèlgica       | Westmalle     | Westmalle     |                                                                    |
| Abdij Sint-Sixtus                         | Bèlgica       | Westvleteren  |               |                                                                    |
| Abdij Maria Toevlucht                     | Països Baixos | Zundert       |               | Altres                                                             |